# Мурзинцы
Мурзинцы (укр. Мурзинці) — село в Звенигородском районе Черкасской области Украины. Находится на Киевской трассе в 9 км. от районного центра Звенигородка
Население по переписи 2001 года составляло 304 человека. Занимает площадь 1,512 км². Почтовый индекс — 20223. Телефонный код — 4740.

## История
По легенде, название села имеет татарские корни. По имени татарского князя Мурзу, собиравшего с жителей этого села дань. Первые достоверные исторические данные о селе относятся к XVIII веку к 1726 году. А в 1741 в селе была построена церковь, первым настоятелем которой стал отец Леонтий. Что было отражено в описании визита корсунского Деканата. Также этот период в истории села описывает украинский этнограф и писатель-мемуарист Александр Кошиц. На данный момент церковь не существует, данных о точной дате её разрушения нет..С 20-х годов прошлого века использовалась под сельский клуб.

## Местный совет
20222, Черкасская обл., Звенигородский р-н, с. Неморож